# Kurt Pinkall
Kurt Pinkall (n. Brockel, 25 de junio de 1955) fue un jugador de fútbol profesional alemán que jugaba en la demarcación de delantero.

## Biografía
Kurt Pinkall debutó con el RSV Göttingen 05 en 1977 a los 22 años de edad. Tras un año fue traspasado al Viktoria Colonia. También jugó para el VfL Bochum, y posteriormente en 1981 fichó por el Borussia Mönchengladbach, donde permaneció tres temporadas. Tras un breve paso en 1984 por el K Beerschot VAC belga, Kurt Pinkall volvió al Borussia Mönchengladbach. Finalmente en 1986 fichó por el TSV 1860 Múnich, donde finalizaría su carrera como futbolista dos años más tarde, en 1988, a los 33 años de edad.

## Clubes
| Club                     | País                | Año         | Partidos | Goles |
| ------------------------ | ------------------- | ----------- | -------- | ----- |
| RSV Göttingen 05         | Alemania Occidental | 1977 - 1978 | 27       | 18    |
| Viktoria Colonia         | Alemania Occidental | 1978 - 1979 | 34       | 9     |
| VfL Bochum               | Alemania Occidental | 1979 - 1981 | 43       | 22    |
| Borussia Mönchengladbach | Alemania Occidental | 1981 - 1984 | 75       | 22    |
| K Beerschot VAC          | Bélgica             | 1984 - 1985 | ¿?       | ¿?    |
| Borussia Mönchengladbach | Alemania Occidental | 1985 - 1986 | 25       | 5     |
| TSV 1860 Múnich          | Alemania Occidental | 1986 - 1988 | 1        | 0     |